# Tiago Aldeia
Tiago Filipe Ferreira das Neves Aldeia de Carvalho (Lisboa , 19 de fevereiro)  é um ator e modelo português.

## Biografia
É filho do actor António Aldeia. Esteve no Núcleo de Teatro da Escola Secundária D. João V, onde participou em várias peças, das quais destaca A última primavera do Milénio e Esta noite improvisa-se e Anjos caídos e estrelas cadentes, apresentadas no Teatro D. João V na Damaia, nos Recreios da Amadora, na Igreja Paroquial de Portalegre e na Escola Secundária D. João V.
Recebeu aulas de formação para actores (na produtora televisiva NBP). 
Tiago começou a sua carreira de actor na série de televisão Morangos com Açúcar, tento continuado a integrar os elencos de algumas novelas da TVI e da SIC.

## Filmografia

### Televisão
| Ano         | Projeto                             | Papel                          | Notas                 | Canal |
| ----------- | ----------------------------------- | ------------------------------ | --------------------- | ----- |
| 1995        | Primeiro Amor                       | Amigo de Damião                | Figuração Especial    | RTP1  |
| 2000        | Crianças S.O.S.                     |                                | Participação Especial | TVI   |
| 2001        | Super Pai                           | Amigo de Hugo                  | Participação Especial | TVI   |
| 2002        | Amanhecer                           | Rapaz do Orfanato              | Participação Especial | TVI   |
| 2003 - 2004 | Morangos com Açúcar (1.ª temporada) | Rodolfo Damião                 | Elenco Principal      | TVI   |
| 2004 - 2005 | Morangos com Açúcar (2.ª temporada) | Rodolfo Damião                 | Elenco Principal      | TVI   |
| 2005        | Inspetor Max                        | José «Zé»                      | Ator Convidado        | TVI   |
| 2006 - 2007 | Tu e Eu                             | António «Tó» Pinto             | Elenco Principal      | TVI   |
| 2006        | Floribella                          | Rúben                          | Elenco Adicional      | SIC   |
| 2008 - 2009 | Rebelde Way                         | Marco Aguiar                   | Elenco Principal      | SIC   |
| 2009        | 5 para a Meia-Noite                 | Cristiano Marinel              | Participação Especial | RTP1  |
| 2009        | Conexão                             | João                           | Elenco Principal      | RTP1  |
| 2010 - 2011 | Espírito Indomável                  | Hugo Gomes                     | Antagonista           | TVI   |
| 2011 - 2012 | Doce Tentação                       | Fausto Nunes                   | Antagonista           | TVI   |
| 2015 - 2016 | Poderosas                           | Manuel Sousa                   | Elenco Principal      | SIC   |
| 2016 - 2017 | Amor Maior                          | Henrique                       | Elenco Principal      | SIC   |
| 2019 - 2020 | Nazaré                              | Ismael Pinto                   | Elenco Principal      | SIC   |
| 2020 - 2022 | Patrões Fora                        | Manuel «Nelo» Cristiano Barata | Elenco Principal      | SIC   |
| 2021 - 2022 | Amor Amor Vol.2                     | Adão «Adam» Coelho             | Elenco Principal      | SIC   |
| 2021        | Estamos em Casa                     | Ele Próprio                    | Apresentador          | SIC   |
| 2022 - 2023 | Sangue Oculto                       | Henrique Serôdio               | Elenco Principal      | SIC   |
| 2024 - 2025 | A Promessa                          | Nelson Pacheco                 | Elenco Principal      | SIC   |

Outros
- 2024: Chefs da Nossa Terra - Participante no "Especial Artistas"

### Cinema
| Ano  | Título           | Personagem       |
| ---- | ---------------- | ---------------- |
| 2013 | Cigano           | ————             |
| 2016 | Cartas de Guerra | Alferes Ferreira |
| 2017 | That Good Night  | ————             |
| 2018 | Hotel Império    | ————             |